# Équipe d'Uruguay de rugby à XV à la Coupe du monde 2003
L'équipe d'Uruguay de rugby à XV a terminé quatrième de la poule C lors de la Coupe du monde de rugby 2003.

## Résultats
(voir également Coupe du monde de rugby 2003)

### Matchs de poule
- 11 octobre : Afrique du Sud 72-6 Uruguay

- 15 octobre : Samoa 60-13 Uruguay

- 28 octobre : Géorgie 12-24 Uruguay

- 2 novembre : Angleterre 111-13 Uruguay

### Classement final de la Poule C
|                | MJ | V | N | D | PP  | PC  | PB | Pts |
| -------------- | -- | - | - | - | --- | --- | -- | --- |
| Angleterre     | 4  | 4 | 0 | 0 | 255 | 47  | 3  | 19  |
| Afrique du Sud | 4  | 3 | 0 | 1 | 184 | 60  | 3  | 15  |
| Samoa          | 4  | 2 | 0 | 2 | 138 | 117 | 2  | 10  |
| Uruguay        | 4  | 1 | 0 | 3 | 56  | 255 | 0  | 4   |
| Géorgie        | 4  | 0 | 0 | 4 | 46  | 200 | 0  | 0   |

L'Uruguay termine quatrième de son groupe et est éliminée. Elle a inscrit 56 points soit 6 essais, 4 transformations, 6 pénalités.

### Meilleur marqueur d'essais
1. Pablo Lemoine 2 essais
2. Nicolas Brignoni, Alfonso Cardoso, Rodrigo Capo Ortega, Diego Lamelas 1 essai.

### Meilleur réalisateur
1. Diego Aguirre, Juan Menchaca 13 points
2. Pablo Lemoine 10 points
3. Nicolas Brignoni, Alfonso Cardoso, Rodrigo Capo Ortega, Diego Lamelas 5 points.

## Composition
Les joueurs suivants ont joué pendant cette coupe du monde 2003.

### Première ligne
- Eduardo Berruti 3 matchs
- Diego Lamelas 4 matchs 1 essai 5 points
- Pablo Lemoine 4 matchs 2 essais 10 points
- Juan Machado 1 match
- Juan Andres Perez 4 matchs
- Rodrigo Sanchez 4 matchs
- Guillermo Storace 3 matchs

### Deuxième ligne
- Juan Miguel Alvarez 2 matchs
- Juan Alzueta 4 matchs
- Juan Carlos Bado 4 matchs

### Troisième ligne
- Nicolas Brignoni 4 matchs 1 essai 5 points
- Rodrigo Capo Ortega 4 matchs 1 essai 5 points
- Ignacio Conti 1 match
- Nicolas Grille 4 matchs
- Marcelo Gutierrez 4 matchs
- Hernan Ponte 2 matchs

### Demi de mêlée
- Emiliano Caffera 2 matchs
- Juan Campomar 3 matchs

### Demi d’ouverture
- Sebastian Aguirre 3 matchs
- Bernardo Amarillo 3 matchs

### Trois-quarts centre
- Diego Aguirre 4 matchs 2 transformations 3 pénalités 13 points
- Joaquin De Freitas 2 matchs
- Martin Mendaro 3 matchs
- Diego Reyes 1 match

### Trois-quarts aile
- Carlos Baldasarri 2 matchs
- Alfonso Cardoso 2 matchs 1 essai 5 points
- Emiliano Ibarra 1 match
- Joaquin Pastore 4 matchs
- Jose Viana 2 matchs

### Arrière
- Juan Menchaca 4 matchs 2 transformations 3 pénalités 13 points